# Callambulyx tatarinovii gabyae
Callambulyx tatarinovii gabyae är en fjärilsunderart som beskrevs av Felix Bryk 1946. Callambulyx gabyae ingår i släktet Callambulyx och familjen svärmare.
Svärmaren har tidigare varit registrerad som art, men omklassificerats till underart.
Underarten är namngiven efter Gaby Stenberg. Hennes mormor Ida Trotzig fångade vid sekelskiftet 1800/1900 insekter i Japan, som hon sände till Naturhistoriska riksmuseet i Stockholm och vilka studerades av entomologen Felix Bryk.